# Aku (volk)
De Aku zijn een etnische minderheid in Gambia en Sierra Leone. In Gambia tellen zij circa 1% van de totale Gambiaanse bevolking. De Aku in Gambia stammen voornamelijk af van Liberated Africans uit Sierra Leone, zie Krio (volk). 

## Geschiedenis
De huidige Aku gemeenschappen stammen voornamelijk af van Yoruba die door de Engelsen gedurende de 19e eeuw waren bevrijd van slavenschepen bestemd voor de Nieuwe Wereld. Na verblijf in Freetown - waar zij werden gekerstend en een Westerse identiteit aannamen - trokken veel bevrijde Afrikanen naar Bathurst voor missiewerk en als onderwijzers en handelaren.
Door het Yoruba-gebruik om elkaar te groeten met de woorden "aku" of "oku", werden zij bekend als het "Aku-volk". 
De Aku spreken Creools Engels, tevens Aku genoemd, een dialect van het Sierra Leoonse Krio (Todd en Hancock 1986). In Sierra Leone wonen zij vooral in en rond Fourah Bay, Fula Town en Aberdeen. Daar worden de Aku overigens over het algemeen gerekend tot de Krio. In Sierra Leone zou het Yoruba in beperkte mate zelfs nog steeds gesproken worden door sommige Aku. 